# Janko Georgiew
Janko Georgiew (auch Yanko Georgiev geschrieben, bulgarisch Янко Георгиев, * 22. Oktober 1988 in Burgas) ist ein bulgarischer Fußballspieler.
Georgiew begann seine Fußballkarriere in seiner Heimatstadt Burgas. 2005 unterschrieb er seinen ersten Profivertrag beim Tschernomorez Pomorie, der zu diesem Zeitpunkt als Zweite Mannschaft von FC Tschernomorez Burgas fungierte und in der Zweiten bulgarischen Liga spielte. 2006 wechselte er zu FC Tschernomorez Burgas und zwei Jahre später zu FC Neftochimik Burgas. Nach nur einem Jahr unterschrieb er erneut beim Tschernomorez Pomorie und spielte in der zweiten bulgarischen Liga. Anfang der Saison 2010/11 unterschrieb er zum Kader des FC Tschernomorez Burgas ein Dreijahresvertrag und ist nach Stojan Kolew und Nik Daschew dritter Torwart. Nachdem Kolew den Verein im Sommer 2013 verlassen hatte, stieg er zur Nummer zwei auf. In der Rückrunde 2013/14 verdrängte er diesen und stand bis zu einer Verletzung zwischen den Pfosten. Nach dem Abstieg 2014 wurde Georgiew für ein halbes Jahr an den Lokalrivalen FC Burgas ausgeliehen, der ebenfalls in der B Grupa spielte. Tschernomorez Burgas stieg am Ende der Saison 2014/15 erneut ab. Er kehrte zu Tschernomorez Pomorie zurück, das gerade in die B Grupa aufgestiegen war. Er sicherte sich den Platz im Tor und verpasste mit seiner Mannschaft am Ende der Spielzeit 2015/16 den Aufstieg erst in die Play-off-Spielen. Im Sommer 2016 verpflichtete ihn Neftochimik erneut, wo er ebenfalls Stammspieler in der A Grupa wurde. Er musste am Ende der Saison 2016/17 mit dem Klub absteigen und wechselte zu Aufsteiger Septemwri Sofia.

## Erfolge
- Bulgarischer Fußballpokal:  Finalist 2010 (mit Tschernomorez Pomorie)